# Будай-Деляну, Ион
Ио́н (Иоанн) Буда́й-Деляну (рум. Ioan Budai-Deleanu; 6 января 1760, Орэштие, Хунедоара, княжество Трансильвания — 24 августа 1820, Львов, Австрийская империя) — румынский греко-католический деятель, прозаик, поэт, филолог, лингвист, этнограф, историк и правовед. Доктор философии. Активный участник «Трансильванской школы». Один из румынских просветителей.

## Биография
Сын греко-католического священника
В 1722 окончил греко-католическую богословскую семинарию в Блаже, а затем факультет философии в Венском университете (1777—1779). Получив философское, правовое и теологическое образование, сумел защитить докторскую диссертацию, что было для коренного румынского населения в те времена исключительной редкостью.
В последующем работал в Вене в должности псаломщика церкви св. Варвары. В течение 1780—1785 И. Будай-Деляну заявил о себе как о поэте. В 1786 году, покинул австрийскую столицу и отбыл в Блаж, где занял место профессора и префекта по учебной работе в местной семинарии. Однако вскоре, не найдя понимания с местными клерикальными кругами, оставил Блаж и перебрался во Львов, где с 1788 работал судебным секретарём, а в 1797 или 1798 достиг высокого ранга императорско-королевского краевого советника. Сохранял этот пост до конца жизни.
Несмотря на то что работал большую часть жизни в Апелляционной палате, под влиянием идей энциклопедистов и Великой французской революции 1789 года Будай-Деляну написал ряд сочинений по вопросам права, истории, философии, педагогики, этнографии, лингвистики, литературы.
В 1813 посетил Буковину и оставил, наиболее содержательное описание старообрядцев этого края («Краткие замечания о Буковине». Оригинал работы был написан на немецком языке). До сих пор труд И. Будай-Деляну широко использовался как источник преимущественно румынскими и австрийскими историками, которые черпали из него сведения о социально-экономической и культурной жизни края в начале XIX века, а также относительно этнической истории буковинских молдаван (румын) и руснаков (украинцев). А также содержал большую информация о липованах-старообрядцах Буковины.
Он автор первой румынской героико-иронической поэмы «Цыганиада». В «Эпистолии», посвященной М. Перя и посланной П. Майору в 1812 году, указывал, что пишет «на нашем румынском языке», так как на другом «нашем» языке, цыганском, «писать нельзя, его мало кто понимает».
Вместе с Самуилом Мику-Клейном и Петру Майором был видным представителем «Трансильванской школы» — патриотического румынского движения, направленного против владычества Австро-Венгерской империи Габсбургов, идеи которой легли в основу современного румынского национализма, а также новой языковой политики румынского государства.
Создатель одной из систем перевода румынского языка с кириллицы на латиницу.

## Проза и поэзия
- Țiganiada sau Tabăra țiganilor, («Цыганиада», Яссы, I, 1875; II, 1877)
- Trei Viteji, (сатирическая поэма, Бухарест, 1928)

## Лингвистика
- Temeiurile gramaticii românești, (1812)
- Dascălul românesc pentru temeiurile gramaticii românești, (1957)
- Teoria ortografiei românești cu litere latinești
- Fundamenta grammatices linguae romanicae seu ita dictae valachicae, (1812)
- Lexicon românesc-nemțesc și nemțesc-românesc, (Львов, 1818)
- Scrieri lingvistice, (Бухарест, 1970)

## История
- De originibus populorum Transylvaniae
- De unione trium nationum Transylvaniae
- Kurzgefasste Bemerkungen über Bukovina (1894)
- Hungaros ita describerem
- «Hungari vi armorum Transylvaniam non occuparunt»

## Право
- Rândueala judecătorească de obște, (Вена, 1787)
- Pravila de obște asupra faptelor rele și pedepsirea (a pedepsirii) lor, (Вена, 1788)
- Carte de pravilă ce cuprinde legile asupra faptelor rele, (Черновцы, 1807)
- Codul penal, (Львов, 1807)
- Codul civil, (Львов, 1812)
- Pedagogice
- Carte trebuincioasă pentru dascălii școalelor de jos, (Вена, 1786)